# الاتحاد الإيطالي لكرة القدم
تأسس الاتحاد الإيطالي لكرة القدم (بالإيطالية: Federazione Italiana Giuoco Calcio) في عام 1898م وانضم إلى الاتحاد الدولي لكرة القدم في 1905م وانضم إلى الاتحاد الأوروبي لكرة القدم في 1954م.

## المنتخبات الوطنية
- منتخب إيطاليا لكرة القدم
  - منتخب إيطاليا تحت 21 سنة لكرة القدم
  - منتخب إيطاليا تحت 20 سنة لكرة القدم
  - منتخب إيطاليا تحت 19 سنة لكرة القدم
  - منتخب إيطاليا تحت 18 سنة لكرة القدم
  - منتخب إيطاليا تحت 17 سنة لكرة القدم
  - منتخب إيطاليا تحت 16 سنة لكرة القدم
  - منتخب إيطاليا تحت 15 سنة لكرة القدم
- منتخب إيطاليا لكرة القدم للسيدات
  - منتخب إيطاليا تحت 23 سنة لكرة القدم للسيدات
  - منتخب إيطاليا تحت 19 سنة لكرة القدم للسيدات
  - منتخب إيطاليا تحت 17 سنة لكرة القدم للسيدات
- منتخب إيطاليا لكرة القدم الشاطئية
- منتخب إيطاليا لكرة الصالات